# Fisher Ames
Fisher Ames (født 9. april 1758 i Dedham, død 4. juli 1808 sammesteds) var en amerikansk politiker.
Ames blev 1781 sagfører i sin hjemstat, Massachusetts, og viste sig tidlig at være en ypperlig taler. I 1788 valgtes han til medlem af statens lovgivende forsamling og virkede for dens tilslutning til den nye unionsforfatning. Han valgtes derefter til kongressen, hvor han ivrig støttede Washingtons styrelse, særlig 1796 afslutning af en handelspagt med England. Ames holdt også 1797 afskedstalen til Washington, men trak sig derefter tilbage fra det offentlige liv. Dog opfordrede han 1798 sine landsmænd til kraftig modstand mod Frankrigs overdrevne krav. Hans skrifter udgavs 1854 i 2 bind og et udvalg af hans taler 1871.